# 久山智志
久山 智志（ひさやま さとし、男性、1986年7月14日 - ）は、熊本県出身のバスケットボール指導者、選手（シューティングガード）である。2020-21シーズンよりBリーグ・信州ブレイブウォリアーズのトップアシスタントコーチを務める。2021-22シーズンより名前の表記を「智士」に変更した。
選手としては実業団を経て2010年にTGI D-RISEと契約しプロ選手となる。2011年には横浜ビー・コルセアーズと契約し、2012-13シーズンにはチーム創設2年目でのリーグ優勝に貢献した。2015-16シーズン終了後に引退し、島根スサノオマジックのアシスタントコーチに就任、指導者の道に進んだ。

## 経歴
荒尾市立第三中学校でバスケを始め、2002年に進学した玉名工業高校では2年生時の2003年インターハイに出場。2005年、九州東海大学に進学。2009年、近畿実業団リーグの日新シール工業に加入。
2010年、リンク栃木ブレックスとデベロップメント契約を結び、TGI D-RISEに所属。
2011年、横浜ビー・コルセアーズにドラフト外で入団。2012-13シーズンのbjリーグ優勝に貢献。
bjリーグ 2014-15シーズン終了後、横浜との契約を更新せず久山は退団し、bjリーグ 2015-16シーズンから新たにbjリーグに加入する広島ライトニングに移籍した。
bjリーグ 2015-16シーズン、広島では開幕戦となる2015年10月2日と3日の琉球ゴールデンキングス戦にて途中出場し、2試合合計20分間出場。2得点を挙げたが、同月7日に広島は久山との契約を解除したと発表した。その後久山は10月27日に横浜に復帰し、レギュラーシーズン40試合に出場し、1試合平均3.8得点を挙げた。シーズン終了後の8月16日、現役引退を発表すると共に、島根スサノオマジックのアシスタントコーチに就任することが発表された。島根のヘッドコーチは、2015年まで横浜のヘッドコーチを務めた勝久マイケルだった。
2017-18シーズンより京都ハンナリーズのアシスタントコーチに就任、2019-20シーズンまで3シーズン在籍した。
2019-20シーズン、信州ブレイブウォリアーズのトップアシスタントコーチに就任する。2020-21シーズンからは名前の表記を「智士」に変更した

## 記録
| シーズン | チーム | GP | GS | MPG  | FG%  | 3P%  | FT%  | RPG | APG | SPG | BPG | TO  | PPG |
| -------- | ------ | -- | -- | ---- | ---- | ---- | ---- | --- | --- | --- | --- | --- | --- |
| 2011-12  | 横浜   | 41 | 0  | 9.7  | .333 | .362 | .429 | 1.0 | 0.5 | 0.4 | 0   | 0.2 | 2.1 |
| 2012-13  | 横浜   | 50 | 13 | 11.3 | .273 | .313 | .600 | 1.0 | 0.5 | 0.1 | 0.1 | 0.1 | 1.9 |
| 2013-14  | 横浜   | 51 | 3  | 12.4 | .272 | .287 | .526 | 0.8 | 0.9 | 0.2 | 0   | 0.5 | 2.0 |
| 2014-15  | 横浜   | 48 | 19 | 16.2 | .335 | .231 | .714 | 1.6 | 1   | 0.6 | 0.1 | 0.5 | 3.0 |
| 2015-16  | 広島   | 2  | 0  | 10.0 | .333 | .000 | -    | 1.0 | 0   | 0   | 0   | 0   | 1.0 |
| 2015-16  | 横浜   | 40 | 10 | 18.0 | .331 | .312 | .700 | 1.3 | 1.2 | 0.5 | 0.3 | 0.7 | 3.8 |